# St. Nazianz
St. Nazianz – wieś w Stanach Zjednoczonych, w stanie Wisconsin, w hrabstwie Manitowoc.